# Paulin z Antiochii
Paulin(us) z Antiochii (zm. 388) – patriarcha Antiochii w latach 362–388, zwolennik św. Eustatiusza, biskupa Antiochii (324–330).
Udzielił święceń kapłańskich (ok. 378) św. Hieronimowi ze Strydonu, gdy ten przybył do Antiochii po opuszczeniu pustyni Chalkis. Był również jego towarzyszem podczas pielgrzymki do Rzymu. Razem też uczestniczyli w 382 r. na synodzie rzymskim zwołanym przez papieża Damazego I.
Uznawany za biskupa Antiochii przez św. Hieronima i św. Epifaniusza z Salaminy.
Zwolenników Paulinusa zwano Paulinami (Paulinians).
Nie należy go mylić ze św. Paulinem z Lukki (zm. 67), zwanym również Paulinem z Antiochii.